# 森本秀
森本 秀（もりもと しゅう、11月23日 - ）は日本の漫画家。女性。射手座のA型。長崎県出身。
1993年、『リュイ』1号掲載の「キスしよう!」でデビュー。主に冬水社の漫画雑誌『いち＊ラキ』にて執筆している。作品に『G・DEFEND』がある。

## 作品リスト

### 漫画
- 化学室へおいで（冬水社 ラキッシュコミックス） 単巻
- G・DEFEND（冬水社 ラキッシュコミックス）既刊76巻・以下続刊（2023年7月25日時点）[3]
  - G・DEFEND 新装版（冬水社 ラキッシュコミックス）既刊75巻・以下続刊（2023年10月25日時点）[3]
  - G・DEFEND（冬水社 冬水社文庫） 既刊45巻・以下続刊（2023年10月25日時点）[3]
- 仁獣芳烈伝（冬水社 いち好きコミックス） 全13巻
  - 仁獣芳烈伝（冬水社 冬水社文庫） 全7巻
- のぞみビジョン（冬水社 リバイバルコミックス） 全2巻
  - のぞみビジョン（冬水社 冬水社文庫） 全2巻
- アスタリスク（冬水社 いちラキコミックス） 全8巻[3]
  - アスタリスク（冬水社 冬水社文庫） 全5巻[3]
- MOON☪TRICK（冬水社 いち＊ラキコミックス） 既刊12巻・以下続刊（2022年10月25日時点）[3]

### その他
- もっと!! G・DEFEND -イラスト＆データ攻略ファイル- ISBN 978-4-88741-539-3
- 20周年記念画集 G・DEFEND ISBN 978-4-86423-231-9